# Persone di cognome Schwarz
| Questa pagina contiene informazioni ricavate automaticamente dalle voci biografiche con l'ausilio del template Bio e di un bot. L'aggiornamento è periodico e automatico e ricostruisce completamente la pagina. Se manca una persona in questa lista, sei pregato di non aggiungerla, ma accertati piuttosto che la sua voce biografica contenga il template Bio e che i dati anagrafici siano correttamente compilati. Se il template Bio manca, inseriscilo tu stesso o, in alternativa, metti l'avviso {{tmp\|Bio}} che ne segnala la mancanza. Se i dati riportati sono sbagliati, correggi direttamente la voce biografica; le modifiche saranno visibili in questa lista entro pochi giorni. Per chiarimenti vedi il progetto antroponimi. La lista contiene solo le 67 persone che sono citate nell'enciclopedia e per le quali è stato implementato correttamente il template Bio. Pagina aggiornata al 8 feb 2025. |

Questa è una lista di persone presenti nell'enciclopedia che hanno il cognome Schwarz, suddivise per attività principale.

## Allenatori di calcio(2)
- Sandro Schwarz, allenatore di calcio e ex calciatore tedesco (Magonza, n. 1978)
- Wolfang Schwarz, allenatore di calcio e calciatore austriaco (Innsbruck, n. 1952 - † 2018)

## Architetti(2)
- David M. Schwarz, architetto e designer statunitense (Los Angeles, n. 1951)
- Rudolf Schwarz, architetto tedesco (Strasburgo, n. 1897 - Colonia, † 1961)

## Attiviste(1)
- Emma Schwarz, attivista italiana (Smarano, n. 1914 - Smarano, † 1992)

## Attori(1)
- Philip Noah Schwarz, attore tedesco (Colonia, n. 2001)

## Attrici(1)
- Jessica Schwarz, attrice tedesca (Erbach, n. 1977)

## Biologi(1)
- Ernst Schwarz, biologo e zoologo tedesco (Francoforte sul Meno, n. 1889 - Bethesda, † 1962)

## Bobbisti(1)
- Fritz Schwarz, bobbista tedesco (Garmisch, n. 1899 - Garmisch-Partenkirchen, † 1961)

## Calciatori(6)
- Danny Schwarz, ex calciatore tedesco (Göppingen, n. 1975)
- Ernő Schwarz, calciatore, allenatore di calcio e dirigente sportivo ungherese (Budapest, n. 1904 - New York, † 1974)
- Johann Schwarz, calciatore austriaco (Praga, n. 1891 - † 1914)
- Johann Schwarz, calciatore austriaco (n. 1890)
- Petr Schwarz, calciatore ceco (Náchod, n. 1991)
- Stefan Schwarz, ex calciatore svedese (Malmö, n. 1969)

## Calciatrici(1)
- Daniela Schwarz, calciatrice svizzera (Zurigo, n. 1985)

## Canoiste(1)
- Viktoria Schwarz, canoista austriaca (Linz, n. 1985)

## Canottieri(3)
- Bram Schwarz, canottiere olandese (n. 1998)
- Ralph Schwarz, canottiere olandese (Nieuwkoop, n. 1967 - Stati Uniti d'America, † 1992)
- Sven Schwarz, canottiere olandese (Haarlem, n. 1964)

## Cantanti(2)
- Eleonore Schwarz, cantante austriaca (Vienna, n. 1936)
- Walter Andreas Schwarz, cantante tedesco (Aschersleben, n. 1913 - Heidelberg, † 1992)

## Cestisti(1)
- Malte Schwarz, ex cestista tedesco (Kiel, n. 1989)

## Compositori(1)
- Otto M. Schwarz, compositore austriaco (Neunkirchen, n. 1967)

## Danzatrici(1)
- Solange Schwarz, danzatrice francese (Parigi, n. 1910 - Ramatuelle, † 2000)

## Direttori d'orchestra(2)
- Gerard Schwarz, direttore d'orchestra e trombettista statunitense (Weehawken, n. 1947)
- Rudolf Schwarz, direttore d'orchestra austriaco (Vienna, n. 1905 - Londra, † 1994)

## Dirigenti sportivi(1)
- Hubert Schwarz, dirigente sportivo tedesco (Oberaudorf, n. 1960)

## Fisici(1)
- John Schwarz, fisico statunitense (North Adams, n. 1941)

## Generali(1)
- François Xavier de Schwarz, generale francese (Hernwiess, n. 1762 - Sainte-Ruffine, † 1826)

## Giocatori di curling(1)
- Benoît Schwarz, giocatore di curling svizzero (Ginevra, n. 1991)

## Giocatori di football americano(2)
- Arno Schwarz, giocatore di football americano austriaco (n. 1996)
- Hendrik Schwarz, giocatore di football americano tedesco (Marburgo, n. 1996)

## Imprenditori(1)
- Dieter Schwarz, imprenditore tedesco (Heilbronn, n. 1939)

## Inventori(1)
- David Schwarz, inventore e pioniere dell'aviazione ungherese (Zalaegerszeg, n. 1852 - Vienna, † 1897)

## Lottatori(1)
- Roland Schwarz, lottatore tedesco (Mosca, n. 1996)

## Matematici(1)
- Hermann Schwarz, matematico tedesco (Hermsdorf, n. 1843 - Berlino, † 1921)

## Mezzosoprani(1)
- Hanna Schwarz, mezzosoprano tedesco (Amburgo, n. 1943)

## Militari(1)
- Heinrich Schwarz, militare tedesco (Monaco di Baviera, n. 1906 - Sandweier, † 1947)

## Modelli(1)
- Danny Schwarz, modello inglese (Londra, n. 1986)

## Monaci cristiani(1)
- Berthold Schwarz, monaco cristiano e alchimista tedesco

## Nuotatori(2)
- Marquard Schwarz, nuotatore statunitense (St. Louis, n. 1887 - Santa Monica, † 1968)
- Sven Schwarz, nuotatore tedesco (n. 2002)

## Pallavoliste(1)
- Martina Schwarz, ex pallavolista e ex giocatrice di beach volley tedesca (Parchim, n. 1960)

## Pallavolisti(1)
- Sebastian Schwarz, pallavolista tedesco (Freudenstadt, n. 1985)

## Pattinatori artistici su ghiaccio(1)
- Wolfgang Schwarz, ex pattinatore artistico su ghiaccio austriaco (Vienna, n. 1947)

## Pattinatrici artistiche su ghiaccio(2)
- Peggy Schwarz, ex pattinatrice artistica su ghiaccio tedesca (n. 1971)
- Sissy Schwarz, ex pattinatrice artistica su ghiaccio austriaca (Vienna, n. 1936)

## Piloti di rally(1)
- Armin Schwarz, ex pilota di rally tedesco (Neustadt an der Aisch, n. 1963)

## Poetesse(1)
- Lina Schwarz, poetessa e traduttrice italiana (Verona, n. 1876 - Arcisate, † 1947)

## Politici(2)
- Arturo Schwarz, politico, editore e saggista italiano (Alessandria d'Egitto, n. 1924 - Genova, † 2021)
- Franz Xaver Schwarz, politico e funzionario tedesco (Günzburg, n. 1875 - Ratisbona, † 1947)

## Psicologi(1)
- Oswald Schwarz, psicologo austriaco (Brno, n. 1883 - Londra, † 1949)

## Pugili(1)
- Tom Schwarz, pugile tedesco (Halle, n. 1994)

## Registi(1)
- Hanns Schwarz, regista tedesco (Vienna, n. 1888 - Hollywood, † 1945)

## Saltatori con gli sci(1)
- Christoph Schwarz, saltatore con gli sci tedesco (n. 1959)

## Scacchisti(1)
- Adolf Schwarz, scacchista ungherese (Gálszécs, n. 1836 - Vienna, † 1910)

## Sciatori alpini(2)
- Marco Schwarz, sciatore alpino austriaco (Villaco, n. 1995)
- Maximilian Schwarz, sciatore alpino tedesco (n. 2002)

## Scultori(2)
- Franz Schwarz, scultore tedesco (Spittelgrund, n. 1841 - Dresda, † 1911)
- Heinz Schwarz, scultore e pittore svizzero (Arbon, n. 1920 - Satigny, † 1994)

## Slittiniste(1)
- Melanie Schwarz, slittinista italiana (Silandro, n. 1989)

## Soprani(1)
- Vera Schwarz, soprano croato (Zagabria, n. 1889 - Vienna, † 1964)

## Teologi(1)
- Ignaz Schwarz, teologo tedesco (n. 1690 - † 1763)

## Vescovi cattolici(2)
- Alois Schwarz, vescovo cattolico austriaco (Hollenthon, n. 1952)
- Ludwig Schwarz, vescovo cattolico austriaco (Most pri Bratislave, n. 1940)

## Violinisti(1)
- Boris Schwarz, violinista, musicologo e insegnante statunitense (San Pietroburgo, n. 1906 - New York, † 1983)